# Sven-Erik Andersson
Sven-Erik Andersson – szwedzki żużlowiec.
Złoty medalista młodzieżowych indywidualnych mistrzostw Szwecji (Avesta 1973). Dwukrotny medalista drużynowych mistrzostw Szwecji: srebrny (1976) oraz brązowy (1977).
W lidze szwedzkiej reprezentował barwy klubów: Indianerna Kumla (1972–1977) oraz Piraterna Motala (1979).